# Alain Rollat
 (mars 2021).
Si vous disposez d'ouvrages ou d'articles de référence ou si vous connaissez des sites web de qualité traitant du thème abordé ici, merci de compléter l'article en donnant les références utiles à sa vérifiabilité et en les liant à la section « Notes et références ».
Alain Rollat (né le 26 mars 1943 à Montpellier) est un journaliste et un essayiste français. 

## Biographie
Après des études secondaires au Prytanée militaire de La Flèche, il est diplômé en 1963 de l’École supérieure de journalisme de Paris, de l’École des Hautes études sociales et de l’École des Hautes études internationales. 
Il a fait ses débuts à Midi libre (1963-1977) avant de poursuivre sa carrière au Monde (1977-2002) où il a été accrédité à l'Hôtel Matignon et à l'Élysée, chef adjoint du service politique, chef du service médias-communication, chroniqueur et conseiller de la direction. Il a également dirigé le mensuel Le Monde de l'éducation. Nommé représentant du Monde au conseil de surveillance du groupe des Journaux du Midi, il a alors dirigé Centre Presse, le quotidien départemental de l'Aveyron.
Durant les années 1980, il s'est fait connaître par la publication de plusieurs biographies et de plusieurs essais sur la situation en Nouvelle-Calédonie et l'extrême droite française dont les plus connus sont Mourir à Ouvéa (1988) et L'Effet Le Pen (1984), dossiers réalisés avec son collègue Edwy Plenel.
Proche de Jean-Marie Colombani, il aide celui-ci à parvenir à la tête du Monde « en pesant de tout son poids de chef adjoint du service politique, d'administrateur de la société des rédacteurs, de délégué syndical CGT »,. Il quitte Le Monde en 2001 à la suite de divergences stratégiques avec la direction du journal et s'est expliqué sur les raisons de son départ dans Ma Part du Monde, essai paru en 2003 et censuré alors par la Direction du journal.
Également chroniqueur et producteur de l'émission "Libertés d'expression" à France Culture, ce Sétois a alors créé, à 62 ans en 2006, La Gazette de Sète, un hebdomadaire d'information de proximité aujourd'hui devenu mensuel. En 2014 - 2015, il a participé, en tant qu'expert en déontologie journalistique, aux actions engagées par l'Union européenne pour améliorer le professionnalisme de la presse écrite dans les pays du Maghreb. Il a contribué à l'élaboration du "Guide des applications pratiques" du Code de déontologie des journalistes maghrébins. Il a été formateur à l'ESJ-Pro de Montpellier jusqu'en 2023. Il tient aujourd'hui une chronique littéraire mensuelle sur le site d'information indépendant "Dis-leur..." diffusé en Occitanie.

## Publications
- Guide des Médecines parallèles, 1973, Calmann-Lévy.
- avec Edwy Plenel, L'effet Le Pen, dossier Le Monde, dessins de Plantu, Paris, La Découverte et Le Monde, 1984.  (ISBN 2-7071-1484-7)
- Les Hommes de l'extrême-droite : Le Pen, Marie, Ortiz et les autres, Paris, Calmann-Lévy, 1985.  (ISBN 2-7021-1373-7)
- avec Philippe Boggio, Ce terrible monsieur Pasqua, Paris, O. Orban, 1988.  (ISBN 2-85565-409-2)
- avec Philippe Boggio, L'Année des masques. Les carnets secrets de Philippe Boggio, Alain Rollat, Paris, O. Orban, 1989.  (ISBN 2-85565-457-2)
- Tjibaou le Kanak, Lyon, La Manufacture, « L'Histoire partagée : Biographie », 1989.  (ISBN 2-7377-0160-0)
- avec Edwy Plenel, Mourir à Ouvéa, Paris, La Découverte, Le Monde, 1988.
- avec Edwy Plenel, La République menacée. Dix ans d'effet Le Pen, dossier présenté et établi par Edwy Plenel et Alain Rollat, dessins de Pessin, Plantu, Sergueï ; documentation de Brigitte Camus-Lazaro, Paris, Éditions Le Monde, « Actualité », 1992.  (ISBN 2-87899-046-3)
- Delors, Paris, Flammarion, 1993.  (ISBN 2-08-066726-2)
- Ma part du Monde. Vingt-cinq ans de liberté d'expression, Paris. Les Éditions de Paris, « Essais et documents », 2003.  (ISBN 2-84621-040-3)
- Il faut saborder le PS, conversations avec Georges Frêche, Paris, Le Seuil, 2007.
- L'Assassinat raté de Georges Frêche, Sète, Éditions Singulières, 2008.
- "Le Chaînon suivant", roman d'anticipation, Cap Béar Editions, 2021.
- "Mémoires du centre du Monde", Cap Béar Editions, 2024. Mention spéciale du jury à la Fête du Livre pyrénéen de Saint-Lary-Soulan en mai 2025.